# Алимов, Улугбек Абдумажитович
Улугбек Абдумажитович Алимов (род. 6 апреля 1989, Чиназ, Ташкентская область) — узбекский тяжелоатлет, призёр чемпионата мира, Залуженный спортсмен Республики Узбекистан.

## Биография
Родился 6 апреля 1989 года в Чиназском районе Ташкентской области. Начал заниматься спортом ещё в детстве, в Детско-юношеской спортивной школе. Помимо того, что является победителем и призером чемпионата республики, он был членом сборной команды Узбекистана на международных соревнованиях. В 2008 году он занял третье место на чемпионате Азии среди юношей в Южной Корее, второе на чемпионате Азии 2009 года в Арабских Эмиратах, третье на чемпионате мира в 2013 году и третье на чемпионате Азии в 2014 году.

## Награды
- 2001 год 1 место первенство в Ташкентской Области до 38 кг
- 2002 год 1 место открытый чемпионат Ташкентской области до 42 кг
- 2003 год 2место первенство в Ташкентской Области до 42 кг
- 2005 год 2 место чемпионат по тяжёлой атлетики среди молодежи рожденные в 1989—1990 годах до 51 кг
- 2007 год 2 место региональный финал универсиады до 69 кг
- 2008 год 3 место кубок Узбекистана77 кг
- 2008 год 3 место открытый чемпионат Узбекистана до 77 кг
- 2008 год 3 место первенство Узбекистана среди молодёжи рождённых в 1988 году до 77 кг
- 2009 год 2 место чемпионат Азии ОАЭ Дубай до77 кг
- 2011 год 2 место открытый чемпионат Узбекистана до 77 кг
- 2012 год 2 место чемпионат Узбекистана до 77кг
- 2012 год 2 место Asian cup & interclub weightlifting championships Монголия Улан-Батор до 77 кг
- 2012 год 1 место чемпионат Азии Корея Pyeongtaek до 77 кг
- 2013 год 1 место открытый чемпионат МХСК до 77кг
- 2013 год 1 место чемпионат Узбекистана до 77кг
- 2013 3 место чемпионат мира по тяжелой атлетики Вроцлав Польша
- 2013 год Получил звание заслуженного спортсмена Узбекистана
- 2014 год 1 место кубок Узбекистана до 94 кг
- 2014 год 2 место чемпионат мира Казахстан Астана до 85кг
- 2017 год 2 место Азиатские игры в закрытыхпомещенияхдо85 кг Туркменистан Ашхабад
- 2017 год 2 место Азиатские игры солидарности Азербайджан Баку до 85 кг